# Aplotarsus
Aplotarsus är ett släkte av skalbaggar som beskrevs av Stephens 1830. Aplotarsus ingår i familjen knäppare.
Släktet innehåller bara arten Aplotarsus incanus.